# Chien courant de montagne du Monténégro
Le chien courant de montagne du Monténégro ou chien courant yougoslave de montagne, anciennement chien courant noir, est une race de chiens originaire du Monténégro. C'est un chien courant de taille moyenne, d'aspect solide et agile, à la robe noire et feu. Il s'agit d'un chien de chasse employé comme chien courant et chien de recherche au sang.

## Historique
Le chien courant de montagne du Monténégro est issu de la même souche que les autres chiens courants balkaniques. Dans le passé, la race a été appelée « chien courant noir ». Le premier standard est écrit en 1924 et la race est reconnue par la Fédération cynologique internationale le 8 mai 1969 lors de la séance de Varsovie. La race est extrêmement rare : elle est très peu répandue dans sa région d'origine et inconnue en dehors.

## Standard
Le chien courant de montagne du Monténégro est un chien courant de taille moyenne, d'aspect solide et agile. La queue couverte d’un poil abondant est portée en forme de sabre au-dessous de la ligne du dos. Elle atteint le jarret. La tête dolichocéphale présentent des lignes supérieures du crâne et du chanfrein divergentes. Placés légèrement de biais, les yeux de forme ovale sont de couleur brun clair à brun foncé. Les bords des paupières sont pigmentés de noir. Attachées haut, les oreilles sont moyennement longues, minces à moyennement épaisses. Elles pendent sans pli et bien accolées à la tête. L'extrémité est d’une forme ovale plus ou moins prononcée. 
Le poil est court, dense, rude, peu épais, brillant, bien couché, lisse, avec un sous-poil assez bien développé. La couleur de robe est noire et feu. Les marques feu, dont l'intensité varie du rouge clair au rouge vif, se trouvent au-dessus des yeux, au museau et aux parties inférieures des membres. Les marques feu au-dessus des yeux sont de la grandeur d’une noisette. Sur les parties latérales du museau, elles se prolongent au maximum jusqu'à la commissure des lèvres.

## Caractère
Le standard FCI décrit le chien courant de montagne du Monténégro comme équilibré, attaché à son maître, docile et digne de confiance. Il est considéré comme doux avec les enfants et jamais agressif.

## Utilité
Le chien courant de montagne du Monténégro est un chien de chasse utilisé comme un chien courant et chien de recherche au sang. Son bon caractère en fait un chien de compagnie agréable, mais il est très actif et demande beaucoup d'exercice physique.